# Carolina Monarchs
I Carolina Monarchs sono stati una squadra di hockey su ghiaccio dell'American Hockey League con sede nella città di Greensboro, nello Stato della Carolina del Nord. Nati nel 1995 e sciolti nel 1997, nel corso degli anni sono stati affiliati alla franchigia dei Florida Panthers.

## Storia
Dopo essere stati affiliati per due anni ai Cincinnati Cyclones nella IHL, nel 1995 i Florida Panthers si accordarono per la prima volta con una franchigia della AHL, i Carolina Panthers. Dopo due stagioni deludenti senza alcuna qualificazione ai playoff, nella primavera del 1997 gli Hartford Whalers della NHL annunciarono il loro trasferimento al Greensboro Coliseum per le due stagioni successive con il nome di Carolina Hurricanes. In seguito allo spostamento i Monarchs si trasferirono a New Haven, dove assunsero il nome di Beast of New Haven.

### Affiliazioni
Nel corso della loro storia i Carolina Monarchs sono stati affiliati alle seguenti franchigie della National Hockey League:
- Florida Panthers: (1995-1997)

## Record stagione per stagione
| Stagione          | Division     | Gare | V  | S  | P  | OTL | Punti | GF  | GS  | Piazzamento | Play-off |
| ----------------- | ------------ | ---- | -- | -- | -- | --- | ----- | --- | --- | ----------- | -------- |
| Carolina Monarchs |              |      |    |    |    |     |       |     |     |             |          |
| 1995-96           | South        | 80   | 28 | 38 | 11 | 4   | 70    | 313 | 343 | 4°          |          |
| 1996-97           | Mid-Atlantic | 80   | 28 | 43 | 3  | 5   | 65    | 273 | 303 | 5°          |          |

## Record della franchigia

### Carriera
Gol: 84  Gilbert Dionne
Assist: 105  Gilbert Dionne
Punti: 189  Gilbert Dionne
Minuti di penalità: 405  Trevor Doyle
Vittorie: 41  Kevin Weekes
Shutout: 3  Kevin Weekes
Partite giocate: 144  Chris Armstrong

## Palmarès

### Premi individuali
- John B. Sollenberger Trophy: 1

Brad Smyth: 1995-1996
- Les Cunningham Award: 1

Brad Smyth: 1995-1996